# Jozef Adamec
Jozef Adamec (Vrbové, 26 febbraio 1942 – Trnava, 24 dicembre 2018) è stato un allenatore di calcio e calciatore cecoslovacco, dal 1993 slovacco.
È stato uno degli attaccanti più prolifici del campionato cecoslovacco, dove fu per quattro volte capocannoniere, e dove vince per sette volte il titolo. Nel 1962 partecipa inoltre ai mondiali cileni dove la Cecoslovacchia si classifica seconda.
Una volta abbandonata la carriera agonistica ha allenato diverse squadre, tra cui Spartak Trnava, Inter Bratislava, Bohemians ČKD Praga e Artmedia Bratislava, non ultima la Nazionale di calcio slovacca.

## Biografia
Adamec è sposato e ha tre figli.

## Carriera

### Giocatore

#### Club
Adamec cresce nelle giovanili dell'Iskra Vrbové, la squadra della sua città. Nel 1958 si trasferisce allo Spartak Trnava, dove rimane fino al 1961, quando, a causa del servizio militare è costretto a trasferirsi nel Dukla Praga, il club dell'esercito, con il quale vince due volte il campionato cecoslovacco e una volta la Coppa di Cecoslovacchia.
Terminato il servizio militare nel 1963, Adamec si trasferisce allo Slovan Bratislava, dove rimane fino al 1966 quando fa il suo ritorno allo Spartak Trnava, dove vince il campionato altre cinque volte nel giro di soli sei anni, tra il 1967-1968 e il 1972-1973 e tre volte la Coppa di Cecoslovacchia.
In questo periodo si dimostra tra i migliori attaccanti del campionato, conquistando il titolo di capocannoniere nel 1966-1967 con 21 gol segnati, nel 1967-1968 con 18 reti, nel 1969-1970 e nel 1970-1971 con 16 reti.
Nel 1977 le autorità gli concedono il permesso di terminare la sua carriera in un paese occidentale: Adamec si trasferisce così allo Slovan Vienna, dove rimane fino al 1980 con il doppio ruolo di allenatore e giocatore.
In 383 partite di campionato ha segnato 170 gol, tra cui 138 per lo Spartak Trnava, 17 per Dukla Praga e 15 per lo Slovan Bratislava.

#### Nazionale
Adamec fa il suo debutto con la maglia della Cecoslovacchia il 30 ottobre 1960 in una partita contro i Paesi Bassi vinta 4-0. In seguito partecipa ai mondiali del 1962 nei quali la Cecoslovacchia termina al secondo posto.
Il 23 giugno 1968 segna una tripletta nella partita vinta per 3-2 dai cecoslovacchi contro il Brasile. Adamec viene poi convocato anche per i mondiali del 1970 nei quali la Cecoslovacchia esce nella fase a gironi. Disputa la sua ultima partita con la nazionale il 13 ottobre 1974 contro la Svezia in una partita che termina 4-0 in favore dei cecoslovacchi.
In totale Adamec vanta 44 presenze e 14 reti con la nazionale cecoslovacca.

### Allenatore
Adamec inizia la sua carriera di allenatore nel 1976-1977 quando comincia a fare l'assistente allenatore allo Spartak Trnava, continuando nel frattempo a giocare. Dal 1977 al 1980 è giocatore-allenatore allo Spartak Vienna in Austria.
Nel 1980-1981 diventa allenatore a tempo pieno allo Slovan Duslo in terza serie. Il 1º gennaio 1982 viene assunto dallo Dukla Banskà Bistrika, dove rimane fino al 1987, conquistando tra l'altro un ottimo quarto posto nel 1983-1984 con conseguente accesso alla Coppa UEFA per la stagione successiva. Nel 1988-89 ritorna in Austria al Vorwärts Steyr, dove rimane poco tempo, infatti nel gennaio 1989 passa all'Inter Bratislava che guida fino al terzo posto nella stagione 1989-1990 e alla vittoria nella Coppa di Slovacchia.
Nel 1991-1992 fa ritorno al Dukla Banskà con cui chiude la stagione all'ultimo posto in campionato venendo retrocesso. Successivamente allena per pochi mesi il Bohemians ČKD Praga, prima di ritornare all'Inter Bratislava. Nel 1994-1995 allena il Svit Zlín, venendo però esonerato prima del termine della stagione con la squadra al quattordicesimo posto in classifica. Nel 1995 ritorna per la terza volta all'Inter Bratislava dove rimane solo pochi mesi, riuscendo a vincere la Coppa di Slovacchia. Nel 1996-1997 allena il DAC Dunajská Streda.
Nel 1997 diventa l'allenatore dello Spartak Trvana la squadra in cui aveva militato per gran parte della sua carriera, tuttavia vi rimane pochissimo e la stagione successiva allena il FK Presov. Dal 1999 al 2002 è il commissario tecnico della nazionale slovacca, non riuscendo ad ottenere la qualificazione per i mondiali del 2002. Fa poi ritorno allo Spartak Trvna fino al 2003, quando passa ad allenare lo Slovan Bratislava. Ritorna a Trnava per la stagione 2005-2006. Nel luglio 2006 diventa l'allenatore dell'Artmedia, ma dopo pochi mesi ritorna allo Spartak Trnava.
Dopo un periodo di inattività, nel 2008 ritorna per un breve periodo allo Spartak Trnava.

## Dopo il ritiro
Nel 2006 Adamec ha corso, senza successo, nelle elezioni per il parlamento slovacco.

## Palmarès

### Giocatore

#### Club
- Campionato cecoslovacco: 7

Dukla Praga: 1961-1962, 1962-1963
Spartak Trnava: 1967-1968, 1968-1969, 1970-1971, 1971-1972, 1972-1973
- Coppa di Cecoslovacchia: 4

Dukla Praga: 1961
Spartak Trnava: 1967, 1971, 1975

#### Individuale
- Capocannoniere del campionato cecoslovacco: 4

1966-1967 (21 gol), 1967-1968 (18 gol), 1969-1970 (16 gol), 1970-1971 (16 gol, ex aequo Zdeněk Nehoda)

### Allenatore
- Coppa di Slovacchia: 2

Inter Slovnaft Bratislava: 1989-1990, 1994-1995